# Sprinter
Sprinter (IPA: [ˈsprɪntər]) è il nome del servizio ferroviario suburbano che collega le città di Oceanside e Escondido, nella California meridionale, passando attraverso le città di Vista e San Marcos.
La linea si sviluppa lungo l'ex diramazione per Escondido della Atchison, Topeka and Santa Fe Railway, acquistata dalla North County Transit District nel 1992. I lavori furono poi avviati nel 2005 e la linea venne aperta al pubblico il 9 marzo 2008. È gestita dalla Bombardier Transportation per conto della North County Transit District.

## Il servizio
La linea è attiva sette giorni su sette, con un servizio ridotto nei fine settimana. Le frequenze variano dai 30 minuti dei giorni feriali ai 60 minuti delle ore di morbida dei giorni festivi.